# Icterus melanopsis
Icterus melanopsis là một loài chim trong họ Icteridae.